# Bonyunia pulchra
Bonyunia pulchra är en tvåhjärtbladig växtart som beskrevs av Ricketson, J.R.Grant och Liesner. Bonyunia pulchra ingår i släktet Bonyunia och familjen Loganiaceae. Inga underarter finns listade i Catalogue of Life.